# Kuhscheibe
La Kuhscheibe est une montagne qui s’élève à 3 188 m d’altitude dans les Alpes de Stubai, en Autriche.